# Trematolestes hagdorni
Il trematoleste (gen. Trematolestes) è un anfibio estinto, appartenente ai trematosauridi. Visse nel Triassico medio (Ladinico, circa 240 milioni di anni fa) e i suoi resti fossili sono stati ritrovati in Germania.

## Descrizione
Questo animale è noto per fossili piuttosto completi, ed è quindi possibile una ricostruzione. Trematolestes, come molti animali simili quali Aphaneramma e Trematosaurus, era dotato di un cranio estremamente allungato, il cui muso si estendeva in un rostro sottile. Rispetto ai generi simili, Trematolestes era caratterizzato da un osso frontale impari e unosso lacrimale minuscolo, compreso nel margine orbitale tra un prefrontale di grosse dimensioni e un ampio osso mascellare. Altre caratteristiche di questo animale erano le zanne palatali compresse lateralmente e carenate, una notevole dentatura sull'osso palatino e sull'ectopterigoide, e minuscoli denti mascellari e della parte posteriore della mandibola. 

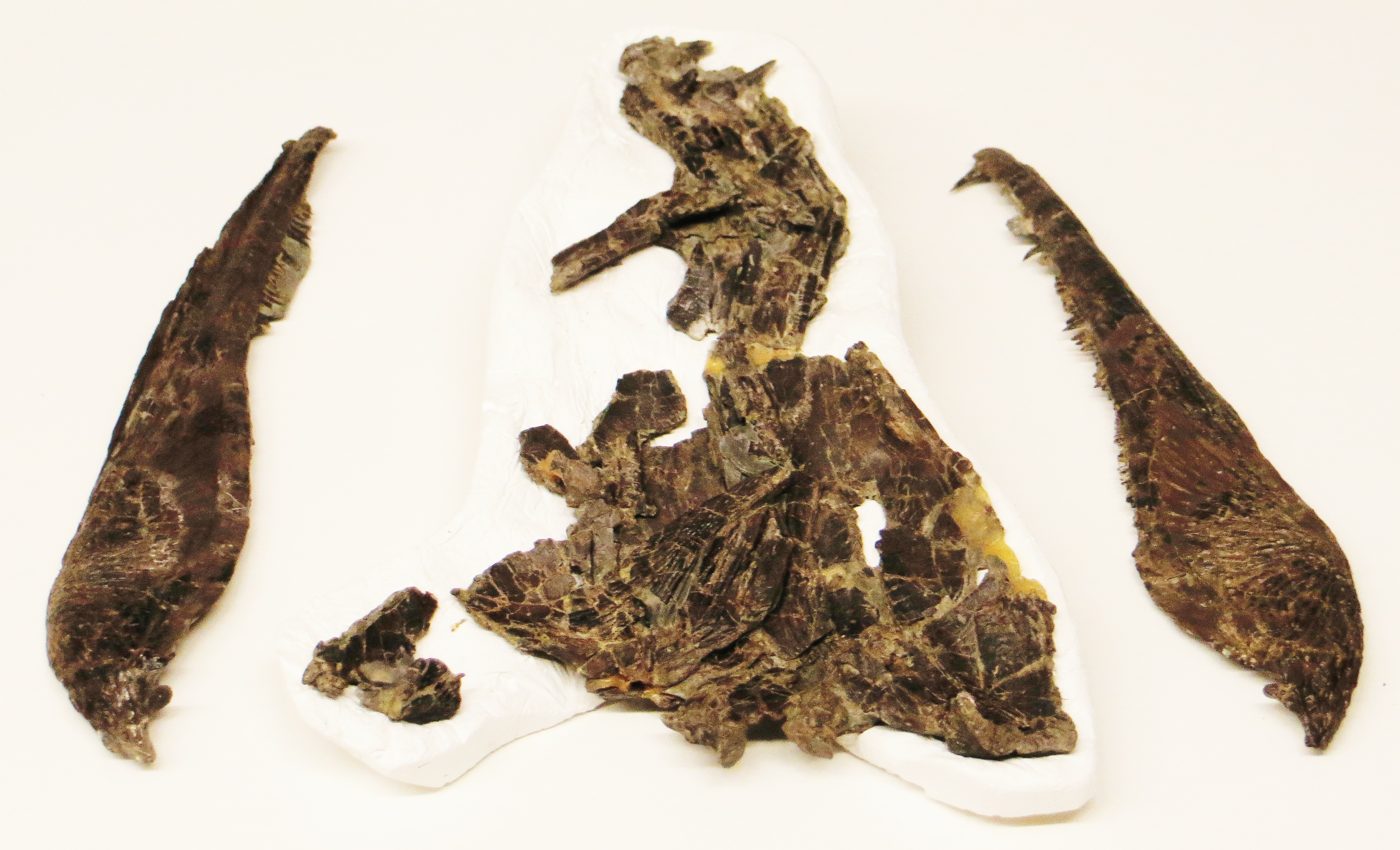
Cranio e mandibole di Trematolestes hagdorni

Lo scheletro postcranico era caratterizzato dall'ossificazione delle parti ceratobranchiali e di un elemento impari basibranchiale. Le costole erano dotate di processi uncinati simili a spine, lungo tutto il dorso e la parte anteriore della coda. Le zampe anteriori erano minuscole, con un omero fortemente accorciato che non superava la lunghezza dell'avambraccio, ulna e radio rudimentali e una mano dotata di quattro o cinque dita. Al contrario dei capitosauridi, Trematolestes era dotato di un corpo profondo con un ilio allungato e ricurvo, e con costole sacrali altamente modificate. Il corpo era composto da 22 vertebre, mentre la coda ne aveva almeno 24 ma è probabile che superasse le 30 vertebre. 
In un fossile di Trematolestes è presente parte di un'impronta di pelle che indica che questo animale possedeva una pelle nuda priva di scaglie od osteodermi. Inoltre, il palato di Trematolestes (comprese le vacuità palatali) era ricoperto da ossicoli poligonali, anch'essi ricoperti da denticoli disposti irregolarmente. Questa caratteristica si riscontra solitamente nei temnospondili del Paleozoico e la presenza nei trematosauridi è curiosa. 

## Classificazione
Trematolestes hagdorni venne descritto per la prima volta nel 2006, sulla base di resti fossili ben conservati ritrovati nella zona di Michelbach an der Bilz (Baden-Württemberg, Germania meridionale). Altri fossili vennero poi scoperti nelle zone di Kupferzell e di Vellberg-Eschenau. 

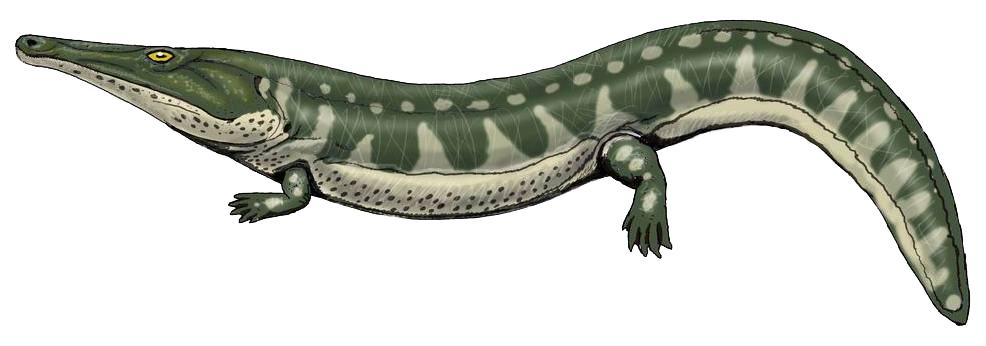
Ricostruzione di Trematolestes hagdorni

Analisi filogenetiche dimostrano che Trematolestes era un rappresentante dei trematosauridi, un gruppo di anfibi temnospondili dalle spiccate abitudini acquatiche; in particolare, sembra che Trematolestes fosse affine a Tertremoides del Madagascar, nel clade dei trematosauridi dal muso particolarmente allungato noto come Lonchorhynchinae, di cui fa parte anche il ben noto Aphaneramma.

## Palebiologia
Trematolestes era sicuramente un predatore abbastanza agile che viveva nei fiumi; catturava prede veloci e guizzanti come i pesci grazie al rostro allungato e ai denti forti e aguzzi. Secondo lo studio di Schoch (2006) gli insoliti ossicoli palatali di Trematolestes potrebbero essere stati utili nell'ingestione di grandi prede.